# Écrosnes
Écrosnes est une commune française située dans le département d'Eure-et-Loir en région Centre-Val de Loire.

## Géographie

### Situation
Limitrophe du département des Yvelines, le village comptait 742 habitants lors du dernier recensement de la population (Insee, 1999).

Situation géographique
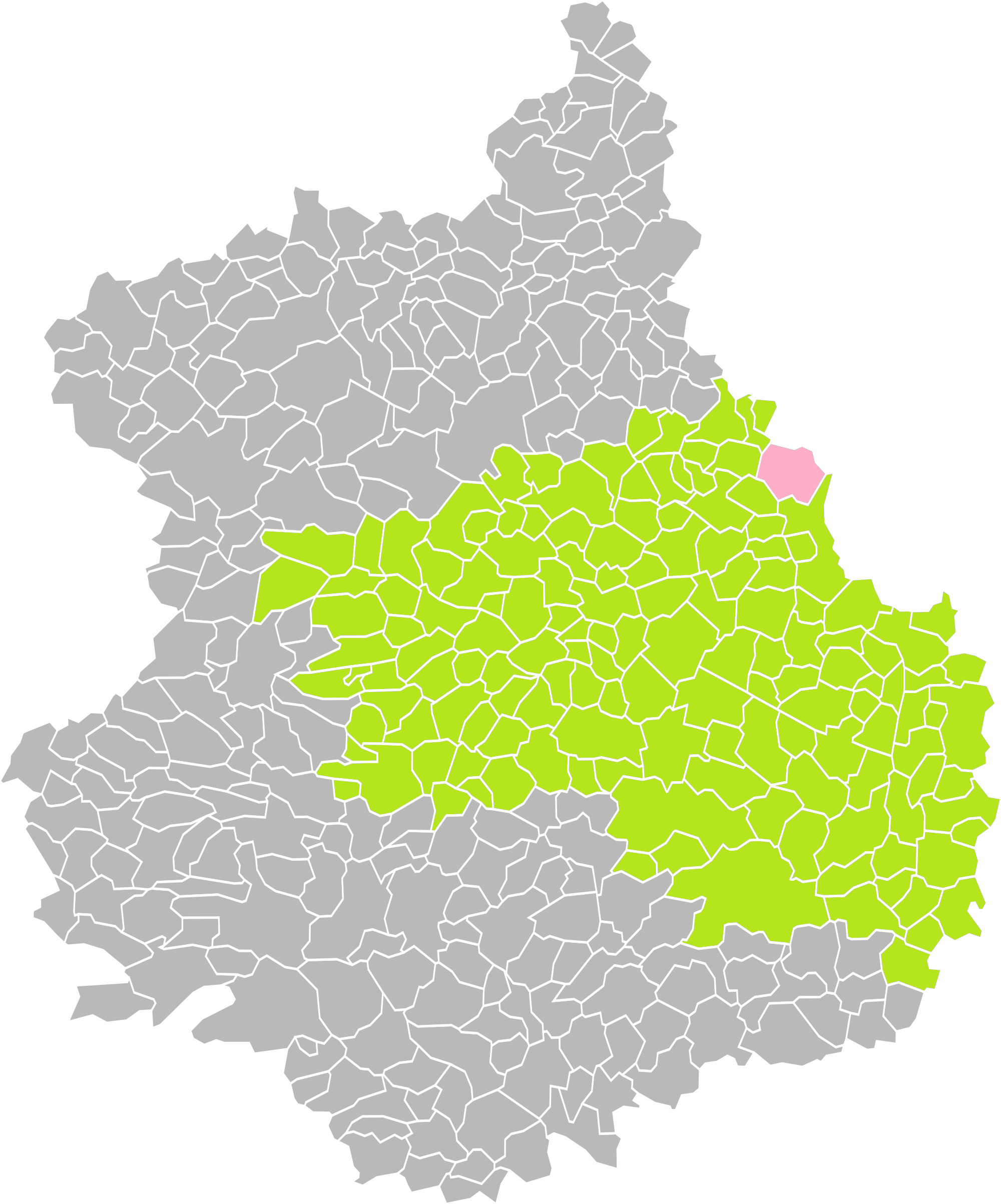
Écrosnes dans son arrondissement.
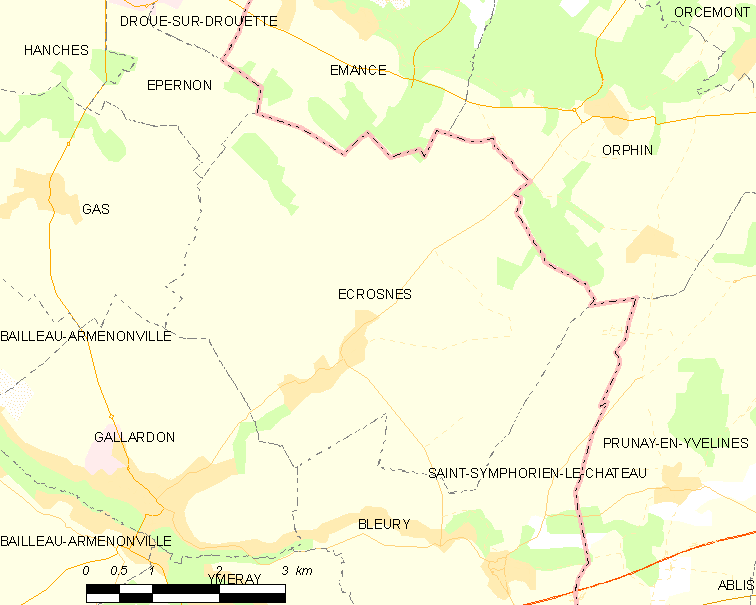
Carte de la commune d'Écrosnes.

### Communes, département et région limitrophes
La commune est limitrophe du département des Yvelines et de la région Île-de-France.
Les communes voisines sont Bleury-Saint-Symphorien, Gallardon, Gas, Émancé et Orphin.
| Épernon   | Émancé (Yvelines)       | Orphin (Yvelines)       |
| Gas       | Écrosnes                | Orphin (Yvelines)       |
| Gallardon | Bleury-Saint-Symphorien | Bleury-Saint-Symphorien |

### Écarts et hameaux
La commune est composée, outre le bourg, des hameaux d'Écrignolles, Giroudet et Jonvilliers, ainsi que de trois habitations isolées, Chagny, Pourras et La Chaudière.

### Climat
Pour des articles plus généraux, voir Climat du Centre-Val de Loire et Climat d'Eure-et-Loir.
En 2010, le climat de la commune est de type climat océanique dégradé des plaines du Centre et du Nord, selon une étude du CNRS s'appuyant sur une série de données couvrant la période 1971-2000. En 2020, Météo-France publie une typologie des climats de la France métropolitaine dans laquelle la commune est exposée à un climat océanique altéré et est dans la région climatique  Sud-ouest du bassin Parisien, caractérisée par une faible pluviométrie, notamment au printemps (120 à 150 mm) et un hiver froid (3,5 °C). 
Pour la période 1971-2000, la température annuelle moyenne est de 10,5 °C, avec une amplitude thermique annuelle de 14,8 °C. Le cumul annuel moyen de précipitations est de 635 mm, avec 10,3 jours de précipitations en janvier et 7,8 jours en juillet. Pour la période 1991-2020, la température moyenne annuelle observée sur la station météorologique de Météo-France la plus proche, sur la commune de Houx à 8 km à vol d'oiseau, est de 11,2 °C et le cumul annuel moyen de précipitations est de 622,1 mm,. Pour l'avenir, les paramètres climatiques de la commune estimés pour 2050 selon différents scénarios d'émission de gaz à effet de serre sont consultables sur un site dédié publié par Météo-France en novembre 2022.

## Urbanisme

### Typologie
Au 1er janvier 2024, Écrosnes est catégorisée commune rurale à habitat dispersé, selon la nouvelle grille communale de densité à 7 niveaux définie par l'Insee en 2022.
Elle est située hors unité urbaine. Par ailleurs la commune fait partie de l'aire d'attraction de Paris, dont elle est une commune de la couronne,. 

### Occupation des sols
L'occupation des sols de la commune, telle qu'elle ressort de la base de données européenne d’occupation biophysique des sols Corine Land Cover (CLC), est marquée par l'importance des territoires agricoles (94,9 % en 2018), en augmentation par rapport à 1990 (94,1 %). La répartition détaillée en 2018 est la suivante : 
terres arables (94,9 %), forêts (3,2 %), zones urbanisées (1,9 %). L'évolution de l’occupation des sols de la commune et de ses infrastructures peut être observée sur les différentes représentations cartographiques du territoire : la carte de Cassini (XVIIIe siècle), la carte d'état-major (1820-1866) et les cartes ou photos aériennes de l'IGN pour la période actuelle (1950 à aujourd'hui).

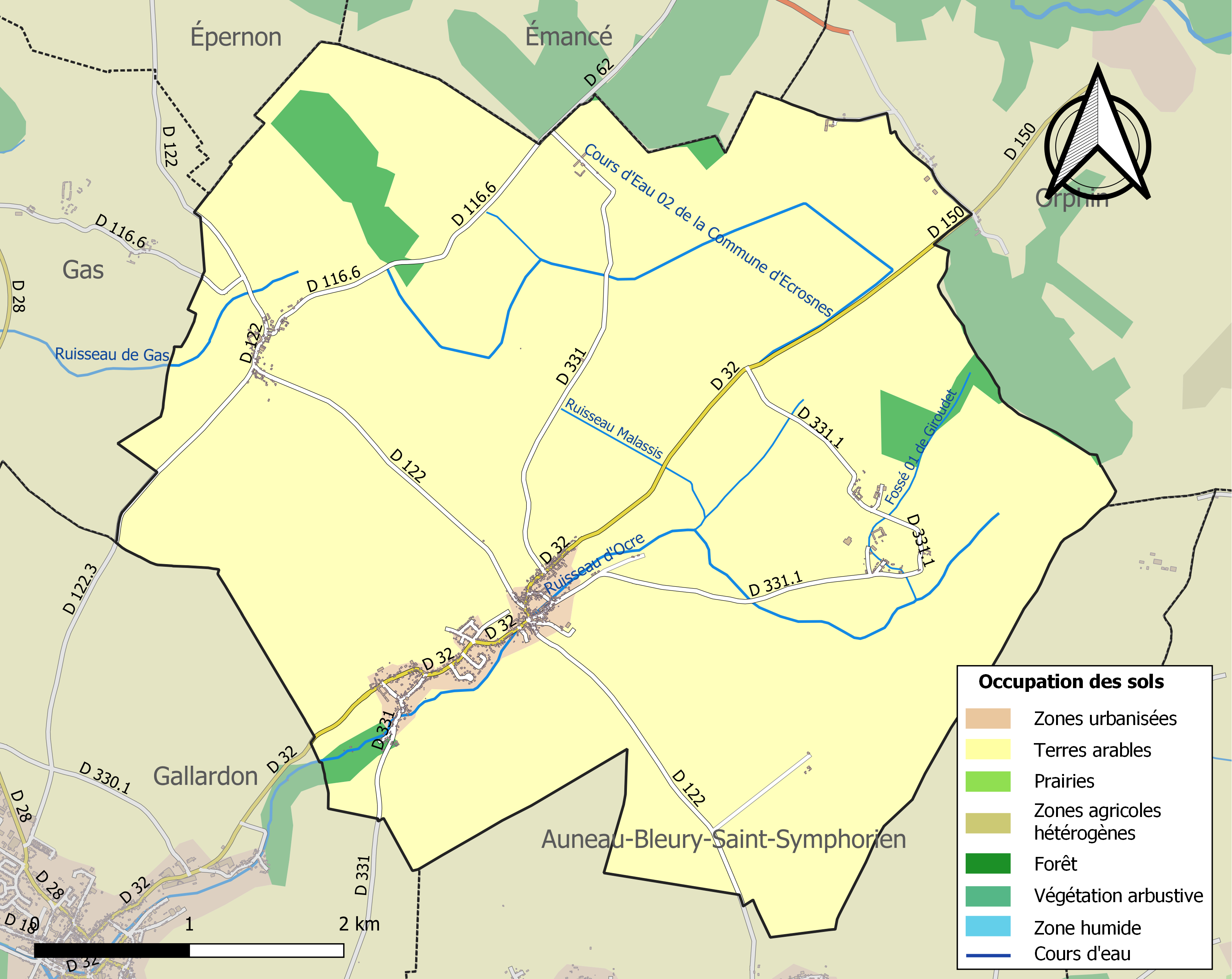
Carte des infrastructures et de l'occupation des sols de la commune en 2018 (CLC).

### Risques majeurs
Le territoire de la commune d'Écrosnes est vulnérable à différents aléas naturels : météorologiques (tempête, orage, neige, grand froid, canicule ou sécheresse), inondations, mouvements de terrains et séisme (sismicité très faible). Il est également exposé à un risque technologique, le transport de matières dangereuses. Un site publié par le BRGM permet d'évaluer simplement et rapidement les risques d'un bien localisé soit par son adresse soit par le numéro de sa parcelle.

#### Risques naturels
Certaines parties du territoire communal sont susceptibles d’être affectées par le risque d’inondation par débordement de cours d'eau et par ruissellement et coulée de boue, notamment La commune a été reconnue en état de catastrophe naturelle au titre des dommages causés par les inondations et coulées de boue survenues en 1999 et 2016,.

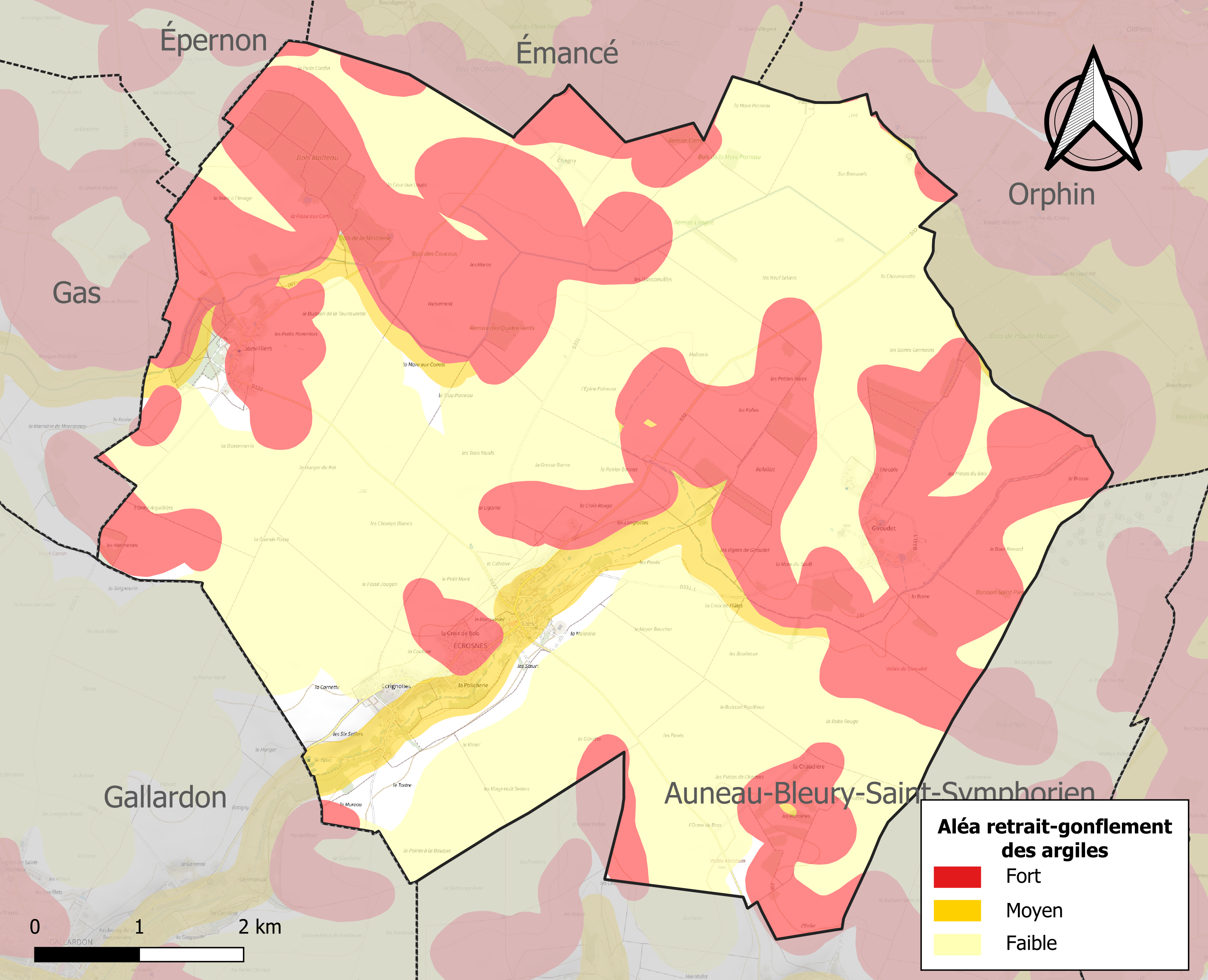
Carte des zones d'aléa retrait-gonflement des sols argileux d'Écrosnes.

Les mouvements de terrains susceptibles de se produire sur la commune sont des affaissements et effondrements liés aux cavités souterraines. L'inventaire national des cavités souterraines permet de localiser celles situées sur la commune.
Le retrait-gonflement des sols argileux est susceptible d'engendrer des dommages importants aux bâtiments en cas d’alternance de périodes de sécheresse et de pluie. 46,2 % de la superficie communale est en aléa moyen ou fort (52,8 % au niveau départemental et 48,5 % au niveau national). Sur les 373 bâtiments dénombrés sur la commune en 2019, 301 sont en aléa moyen ou fort, soit 81 %, à comparer aux 70 % au niveau départemental et 54 % au niveau national. Une cartographie de l'exposition du territoire national au retrait gonflement des sols argileux est disponible sur le site du BRGM,.
Concernant les mouvements de terrains, la commune a été reconnue en état de catastrophe naturelle au titre des dommages causés par des mouvements de terrain en 1999.

#### Risques technologiques
Le risque de transport de matières dangereuses sur la commune est lié à sa traversée par des infrastructures routières ou ferroviaires importantes ou la présence d'une canalisation de transport d'hydrocarbures. Un accident se produisant sur de telles infrastructures est en effet susceptible d’avoir des effets graves au bâti ou aux personnes jusqu’à 350 m, selon la nature du matériau transporté. Des dispositions d’urbanisme peuvent être préconisées en conséquence.

## Toponymie
Le nom de la localité est attesté sous les formes Scroniae, 1229 (Cartulaire des Vaux-de-Cernay) ; Escroniae, 1238 (Cartulaire des Vaux-de-Cernay) ; Escrosnes, 1233-1612 (Archives départementales d'Eure-et-Loir-G 133) ; Escronae, 1250 (Sceau) ; Escrones, 1296 (Cartulaire des Vaux-de-Cernay) ; Escrones, octobre 1358 (Archives nationales-JJ 86, n° 468, fol. 165 v°) ; Escrones, décembre 1405 (Archives nationales-JJ 160, n° 115, fol. 85 v°) ; Escrone, 1740 (Bibliothèque municipale d’Orléans, Ms 995, fol. 73) ; Escrônes, XVIIIe s. (Carte de Cassini).
Pluriel de l'oïl escraine, écrienne « hutte, chaumière, lieu de la veillée », écrennes ou escrennes désignaient en vieux français des masures ou même caves servant en général d'atelier, cabanes à fond excavé utilisées depuis l'époque mérovingienne et au cours du haut Moyen Âge pour le filage et le tissage de la laine.
Homonymie avec Les Écrennes (Seine-et-Marne) et Écriennes (Marne).

## Histoire

### Époque contemporaine

#### XXesiècle
Délimitation réalisée d’Écrosnes d’avec Bleury, Gallardon et Montlouet par arrêté préfectoral du 21 mai 1957, à la suite des opérations de remembrement.

## Politique et administration

### Liste des maires
| Période                                  | Période      | Identité                         | Étiquette | Qualité        |
| ---------------------------------------- | ------------ | -------------------------------- | --------- | -------------- |
| Octobre 1876                             | janvier 1896 | Henri Charles Honoré Rabourdin   |           |                |
| mai 1896                                 | mai 1904     | Lucien Parfait Arsène Bréant     |           |                |
| mai 1904                                 | mai 1908     | Victor Emile Coulon              |           |                |
| avril 1908                               | mai 1912     | Lucien Parfait Arsène Bréant     |           |                |
| 1913                                     | 1919         | Désiré Alcide Ferdinand Chrétien |           |                |
| 1919                                     | inconnu      | Eugène Marcel Bréant             |           |                |
| 1929                                     | 1935         | Adrien Dominique Piller          |           |                |
| 1935                                     | inconnue     | Achille Henri Coudray            |           |                |
| 1959                                     | avril 1977   | Lucien Petit                     |           |                |
| avril 1977                               | avril 1983   | Jean-Claude Petit                |           |                |
| mars 2001                                | mars 2008    | Georges Delarue                  |           |                |
| mars 2008                                | En cours     | Annie Camuel,                    | LR        | Ancienne cadre |
| Les données manquantes sont à compléter. |              |                                  |           |                |

## Population et société

### Démographie
L'évolution du nombre d'habitants est connue à travers les recensements de la population effectués dans la commune depuis 1793. Pour les communes de moins de 10 000 habitants, une enquête de recensement portant sur toute la population est réalisée tous les cinq ans, les populations de référence des années intermédiaires étant quant à elles estimées par interpolation ou extrapolation. Pour la commune, le premier recensement exhaustif entrant dans le cadre du nouveau dispositif a été réalisé en 2004.

En 2022, la commune comptait 860 habitants, en évolution de −0,46 % par rapport à 2016 (Eure-et-Loir : −0,23 %, France hors Mayotte : +2,11 %).
| 1793 | 1800 | 1806 | 1821 | 1831 | 1836 | 1841 | 1846 | 1851 |
| ---- | ---- | ---- | ---- | ---- | ---- | ---- | ---- | ---- |
| 554  | 554  | 568  | 605  | 702  | 656  | 636  | 659  | 658  |

| 1856 | 1861 | 1866 | 1872 | 1876 | 1881 | 1886 | 1891 | 1896 |
| ---- | ---- | ---- | ---- | ---- | ---- | ---- | ---- | ---- |
| 688  | 651  | 680  | 676  | 700  | 711  | 704  | 692  | 683  |

| 1901 | 1906 | 1911 | 1921 | 1926 | 1931 | 1936 | 1946 | 1954 |
| ---- | ---- | ---- | ---- | ---- | ---- | ---- | ---- | ---- |
| 673  | 653  | 587  | 539  | 546  | 538  | 508  | 514  | 447  |

| 1962 | 1968 | 1975 | 1982 | 1990 | 1999 | 2004 | 2006 | 2009 |
| ---- | ---- | ---- | ---- | ---- | ---- | ---- | ---- | ---- |
| 419  | 421  | 461  | 563  | 719  | 742  | 762  | 766  | 784  |

| 2014 | 2019 | 2022 | - | - | - | - | - | - |
| ---- | ---- | ---- | - | - | - | - | - | - |
| 862  | 838  | 860  | - | - | - | - | - | - |

## Culture locale et patrimoine

### Lieux et monuments
- Église Saint-Martin, dont les plus anciennes parties datent du XIIe siècle.

### Personnalités liées à la commune

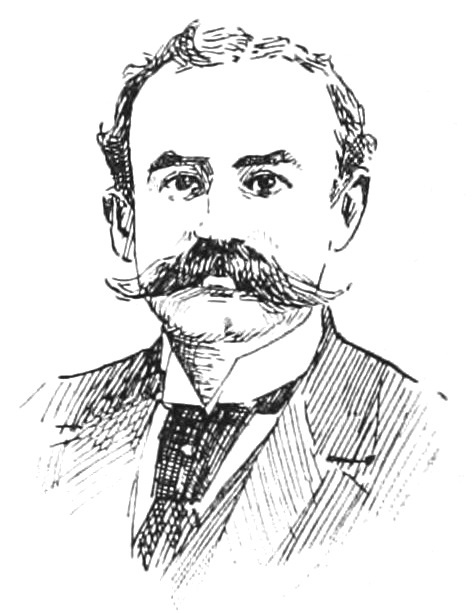
Gustave Lhopiteau, 1898.

- Gustave Lhopiteau (1860-1941), avocat, avoué et homme politique, né dans cette commune le 26 avril 1860 ;

### Légende
La légende raconte que la mairie actuelle était un ancien orphelinat pour filles atteintes de maladies psychiatriques. Un soir de juillet 1823, une des filles nommée Lucie est sortie de l'orphelinat et s'est introduite dans une ferme des environs. Elle aurait massacré une famille et égorgé le chien avant de se pendre à une des poutre de la grange. Depuis ce tragique événement, on peut entendre les soirs de pleine lune, les pleurs de la famille décédée appelant au désespoir.

### Héraldique
|  | Les armes de la commune se blasonnent ainsi : de gueules aux six annelets d’argent ordonnés 3.2.1 |